# Jonestown (Teksas)
Jonestown – miasto w Stanach Zjednoczonych, w stanie Teksas, w hrabstwie Travis.